# يوسف حاييم برينر
يوسف حاييم برينر (بالعبرية: יוסף חיים ברנר‏) Yosef Haim Brenner (1881 – 1921) هو أديب يهودي يكتب بالعبرية مولود في روسيا، ويعتبر أحد رواد الأدب العبري الحديث.
ولد في عائلة يهودية فقيرة في نوفي ملينا في الإمبراطورية الروسية. درس في مدرسة دينية يهودية في بوشيب، ونشر قصته الأولى «رغيف الخبز» في صحيفة هاميليتس، وهي صحيفة عبرية عام 1900، أتبعها بمجموعة من القصص القصيرة عام 1901.
في عام 1902 تم تجنيده في الجيش الروسي وحين اندلعت الحرب الروسية اليابانية هرب، واعتقل ولكنه هرب إلى لندن. والتقى في عام 1905 بالكاتب باللغة اليديشية لاميد شابيرو.
هاجر إلى فلسطين عام 1909، وعمل مزارعا وكان من معتنقي الأيديولوجية الصهيونية. تفرغ للأدب في تل أبيب، وتقول كاتبة سيرته أنيتا شابيرا أن كان يعاني من الاكتئاب ومشاكل في الهوية الجنسية.
اغتيل في يافا في مايو 1921 خلال أعمال الشغب فيها أو ما يعرف باضطرابات يافا.
مع باضطرابات يافا، في الأول من أيار، خرج أفراد عائلة يتسكر (יצקר) مع تسفي شاتس (צבי שץ) من المنزل لزيارة ابنهم يعقوب يتسكر المريض. أما برنر فقد رفض الخروج والمشاركة في احتفالات عيد العمال، مفضلاً البقاء والاعتناء بالمزرعة. فرض العرب حصارًا على المنزل وحاولوا اقتحامه، لكن يوسف لويدور (יוסף לואידור)، الذي كان مسلحًا ببندقية، نجح في صدّهم. عند سماع أفراد عائلة يتسكر أولى طلقات الشغب، سارع الأب يهودا والابن أبراهام بالعودة إلى المنزل، في حين حاول تسفي شاتس إيجاد وسيلة نقل لإخلاء الموجودين.
عندما وصل شاتس إلى المنزل مع السيارة، تبيّن أن مجموعة من مربي النحل من عائلة رؤوبين لرر (ראובן לרר) كانوا مختبئين أيضًا في المنزل، ولم يكن هناك متّسع للجميع. على الرغم من الإلحاح، رفض برنر إخلاء المكان قبل إجلاء جميع المختبئين الآخرين، فانطلقت السيارة مع أفراد عائلة لرר، بينما بقي الآخرون في المنزل، ومنهم شاتس.
في صباح الثاني من أيار 1921، قرّر المحاصرون الخروج من المنزل باتجاه تل أبيب. لكن في الوقت نفسه، عند مقبرة الشيخ مراد المقابلة للمنزل، وصلت جنازة فتى عربي هو ابن الشرطي محمود زيت، وكان قد قُتل في اليوم السابق خلال الأحداث في يافا. التقى المشيّعون المحرَّضون باليهود المنسحبين من المنزل وهاجموهم. قُتل عدد من اليهود بالعصي والفؤوس، وأُعدم برنر وشاتس رميًا بالرصاص. أطلق الكاتب يوسف لويدور النار وأصاب أحد المهاجمين بجروح خطيرة توفي على أثرها.
في اليوم التالي، خرجت بعثة للبحث، فوجدت خمس جثث متقاربة وجثة مشوهة، يُعتقد أنها للويدور، على مسافة من الأخريات. قام العرب بالتنكيل بها وتقطيعها. وُجد برنر ملقى على بطنه ونصفه السفلي عارٍ، وقال شاهد عيان إنه كان ممسكًا بورقة ملوثة بالدماء كتب عليها بضع كلمات. الجنود البريطانيون الذين رافقوا البعثة رفضوا في البداية إخلاء الجثث، وعندما عادوا لاحقًا لجمعها، لم تُعثر جثة لويدور. نُقلت الجثث للتعرّف عليها في بهو المدرسة العبرية "جيمبسيا"، ودُفن القتلى في قبر جماعي في مقبرة ترومبلدور بتل أبيب.
أنشات جائزة أدبية باسمه عام 1945 هي جائزة برينر ويمنحها اتحاد الكتاب العبري.
من أعماله: في الشتاء – حول نقطة – أعصاب – برلين.

## روابط خارجية
- يوسف حاييم برينر على موقع الموسوعة البريطانية (الإنجليزية)